# Belvédère de la Bohème
Le belvédère de la Bohème est une voie située dans le 18e arrondissement de Paris.

## Origine du nom
Depuis le 25 mai 2024, il porte le nom de La Bohème, chanson de Charles Aznavour sortie en 1965 qui raconte les souvenirs nostalgiques de la vie de bohème d'un jeune artiste peintre du quartier parisien de Montmartre dans lequel est situé ce belvédère.